# Nachtaufnahme

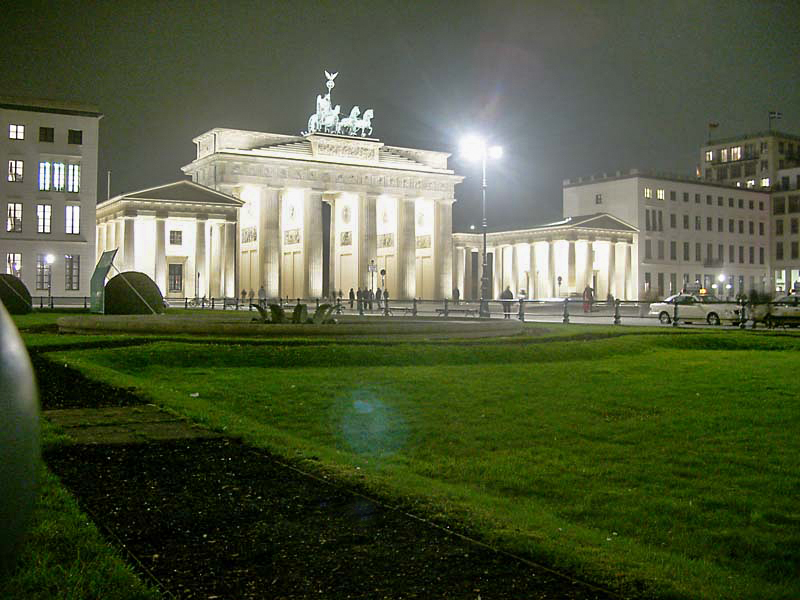
Brandenburger Tor in Berlin. Häufiger Fehler bei Nachtaufnahmen: zu viel Licht (auch Überstrahlung) ergibt zu wenig Kontrast in den hellen Bereichen des Bildes

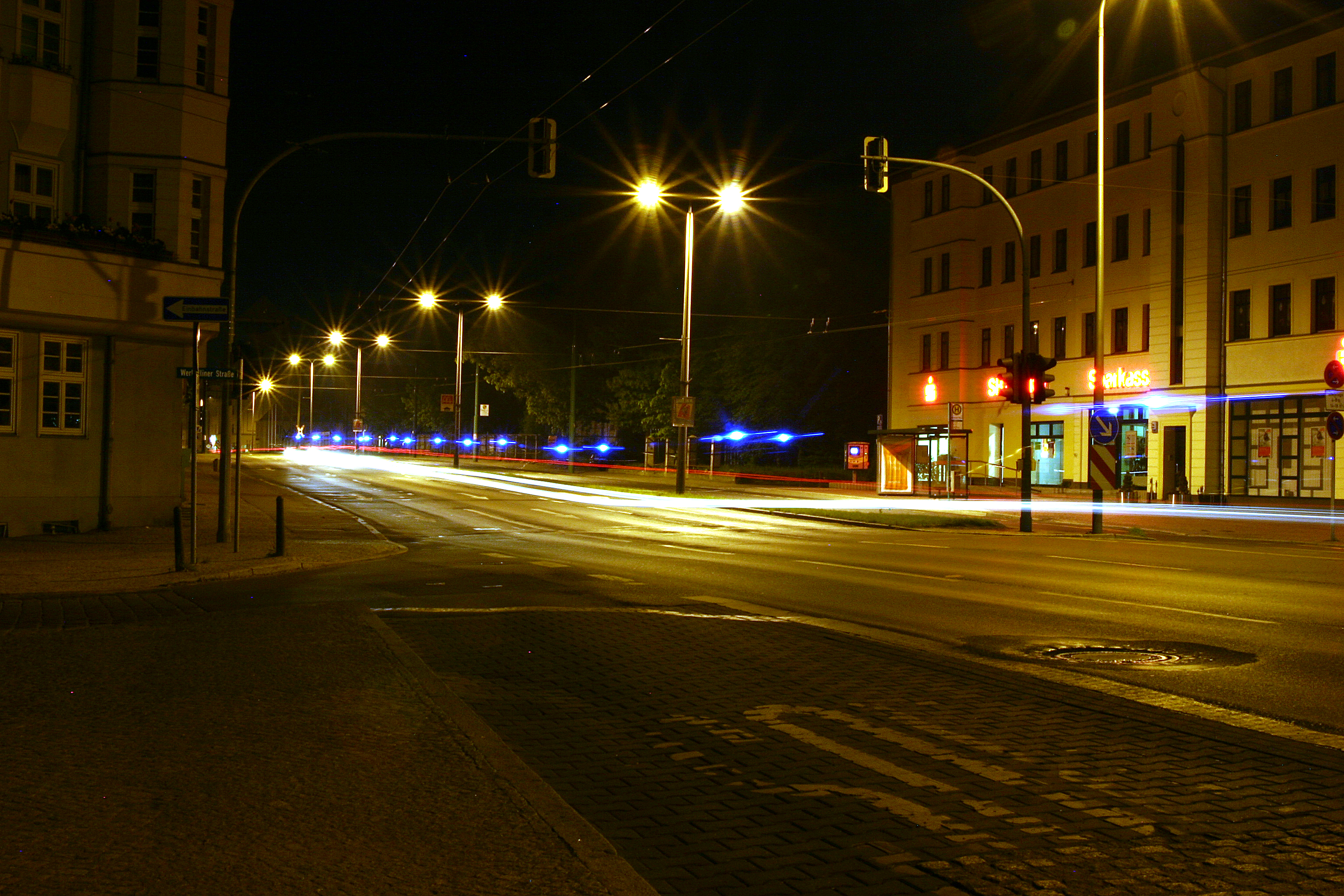
Nachtaufnahme mit Autolichtern

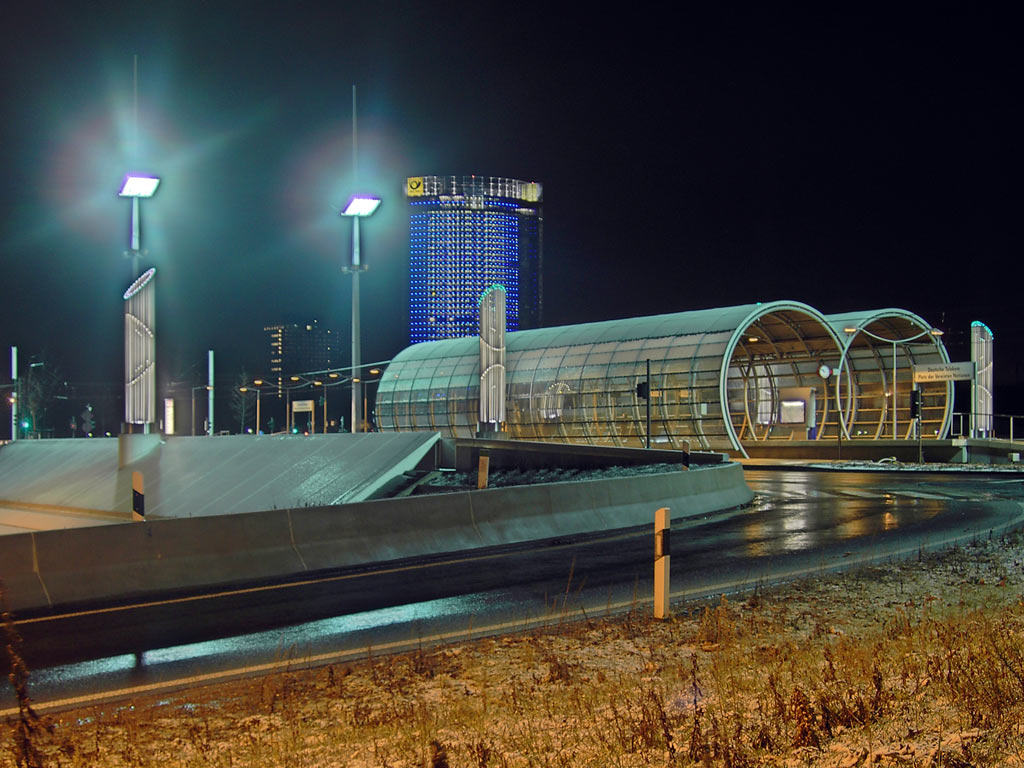
Platz der Vereinten Nationen und Post Tower in Bonn

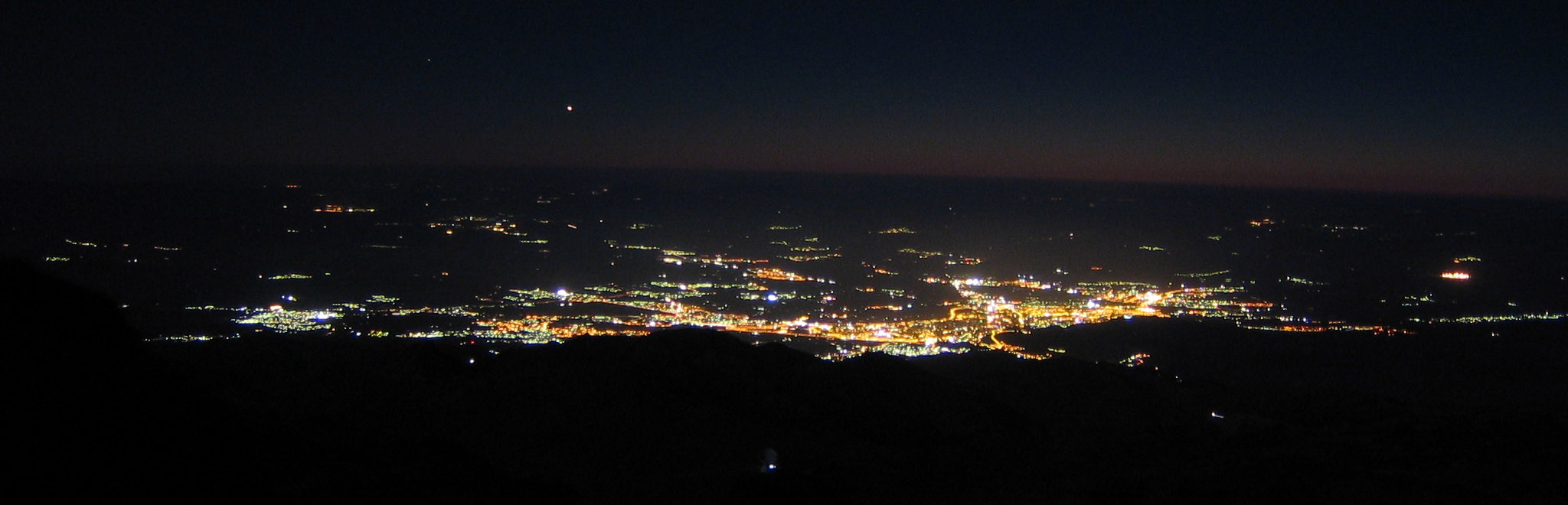
Blick auf Granada (Spanien) bei Nacht (vom Pico del Veleta aus)

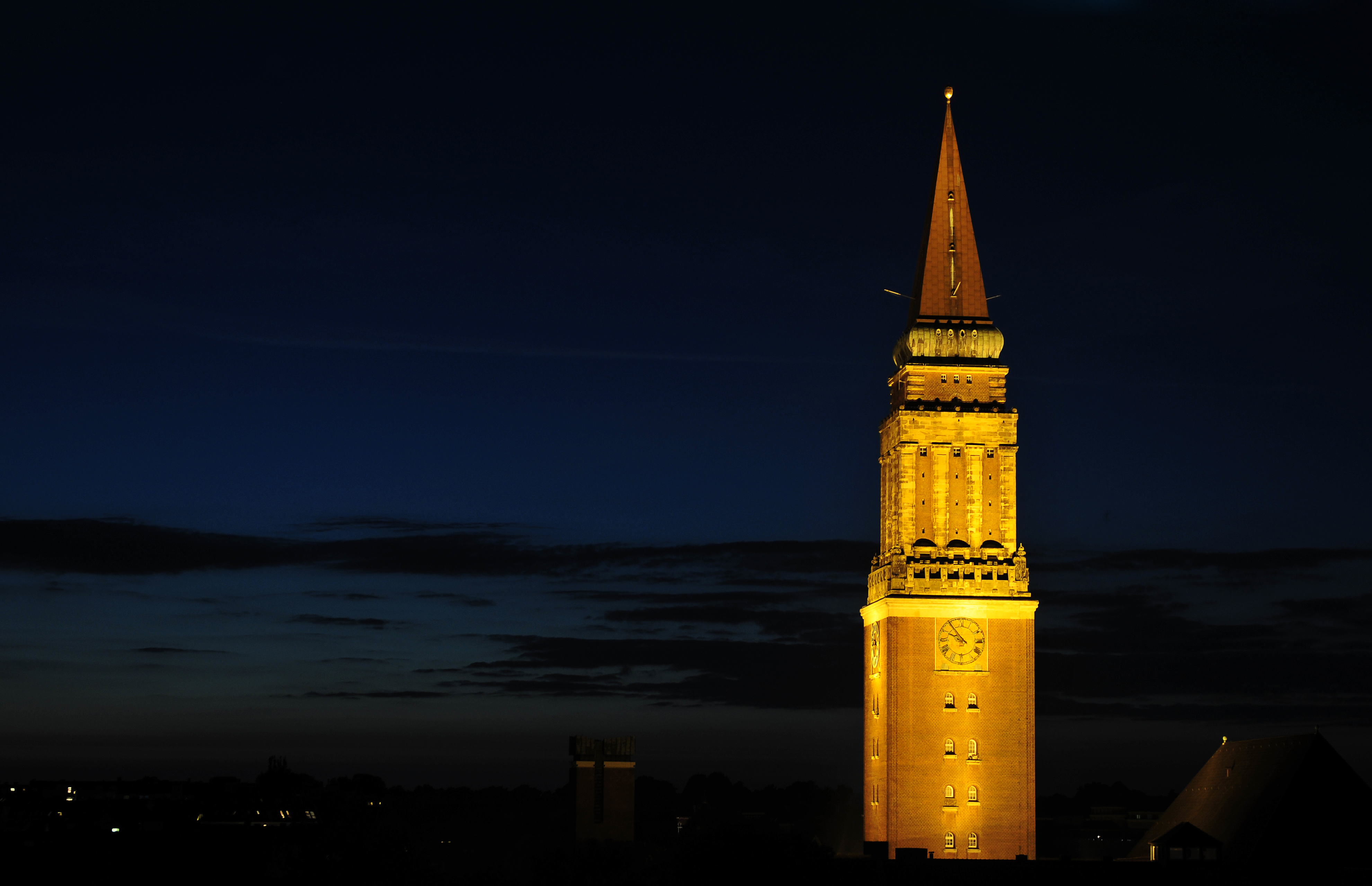
Der Kieler Rathausturm bei Nacht

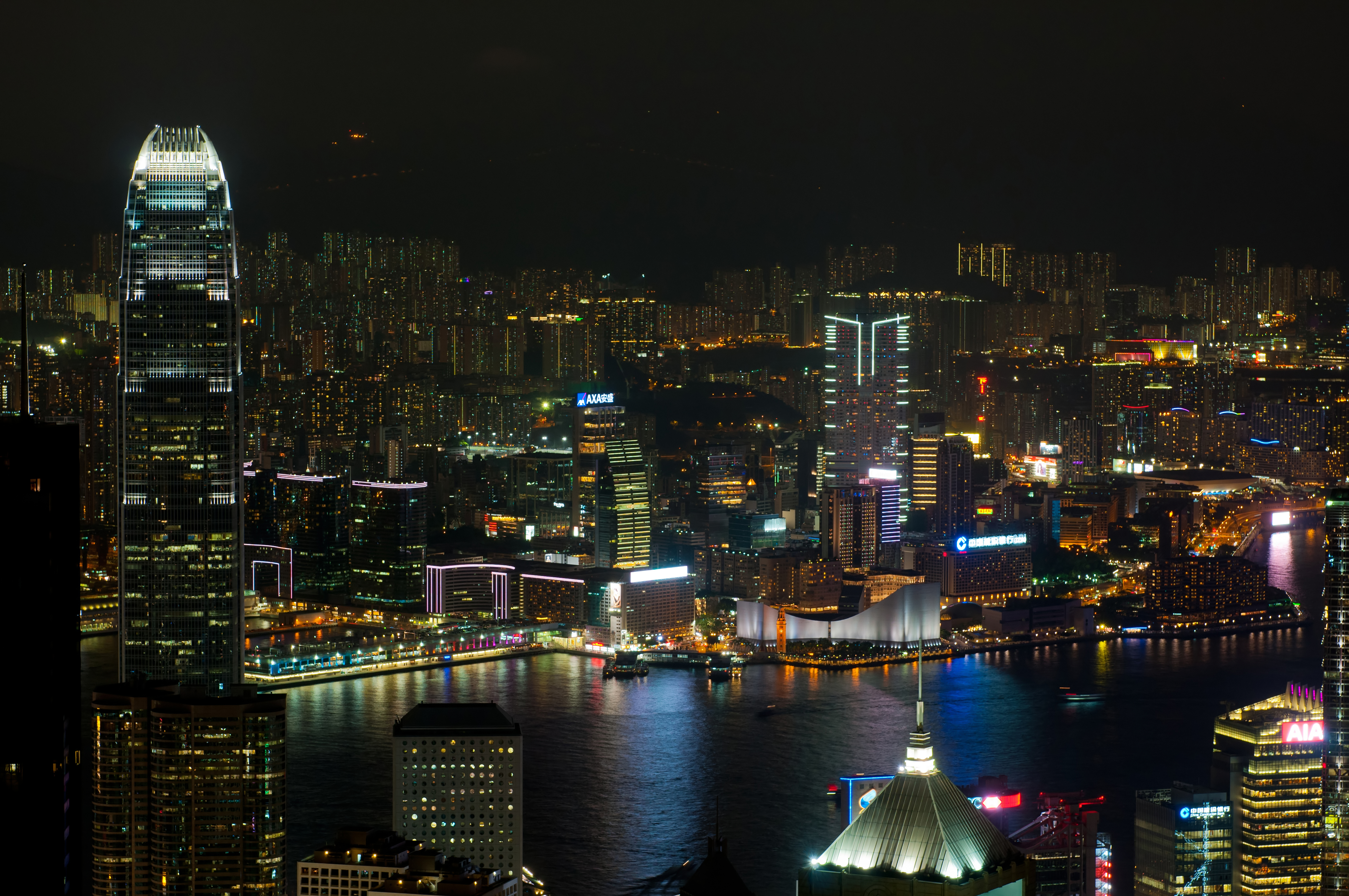
Hongkong; der Blick vom Peak auf die Hochhäuser ist ein beliebtes Motiv für Nachtaufnahmen. Knapp 2 Sekunden Belichtungszeit

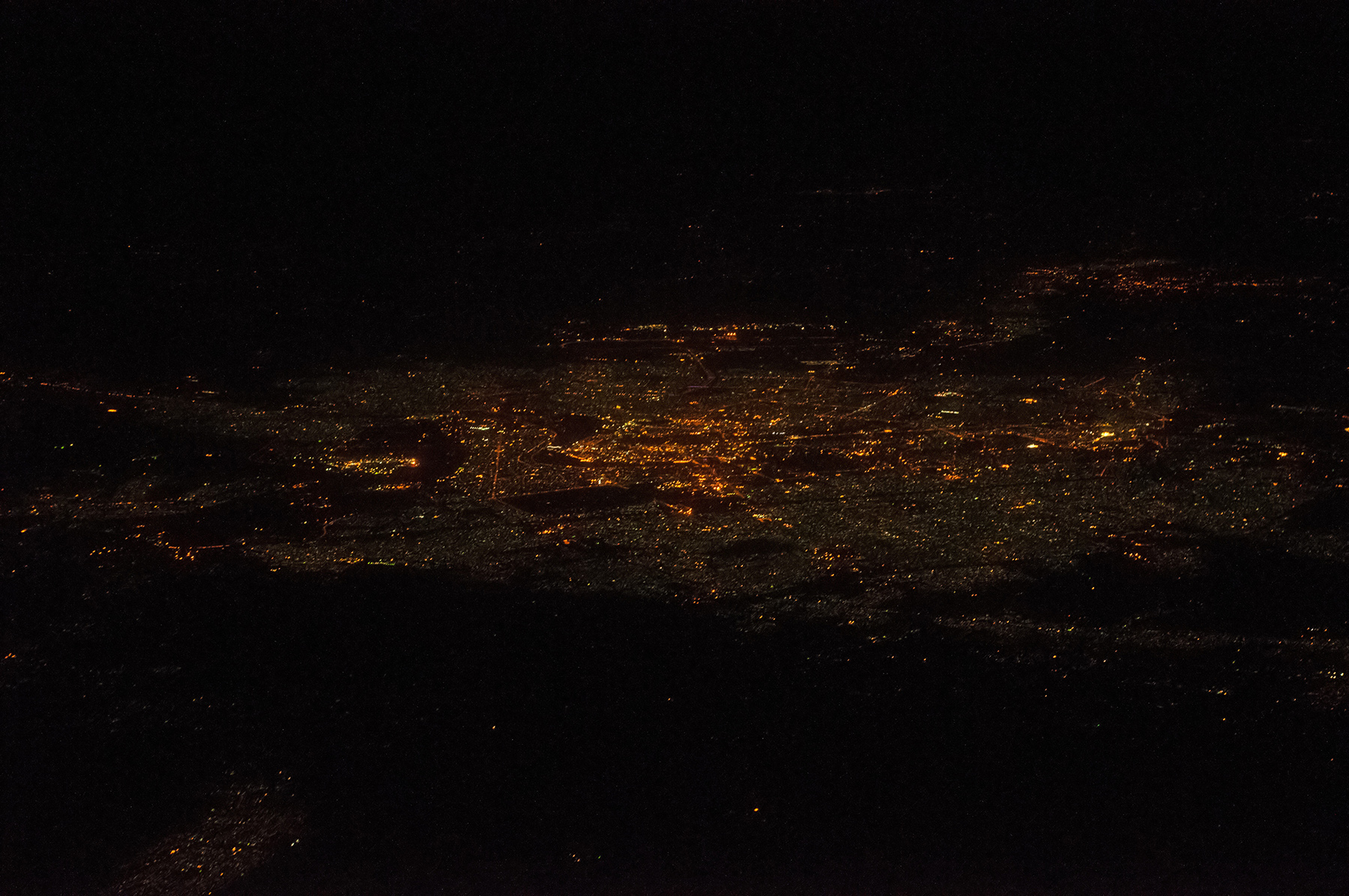
Bagdad, Irak bei Nacht; Blick aus Osten mit über 10 km Höhe und 150 km Entfernung: f/2.8 bei 1/40s. und ISO 3200

Als Nachtaufnahme oder auch Nachtfotografie wird ein Bereich der Themenfotografie bezeichnet, bei dem fotografische Aufnahmen bei speziellen Lichtverhältnissen – in der Dämmerung, bei Anbruch der Nachtstimmung sowie in Form von Langzeitbelichtungen in der Nacht – unter Verwendung von Belichtungszeiten von einigen Sekunden bis Minuten durchgeführt werden. Sie bilden eine besonders schwierige Gruppe von fotografischen Aufnahmen. Die bevorzugten Motive sind Architektur, Stadtansichten oder Landschaften. Nicht selten werden auch Himmelsobjekte in das Motiv mit einbezogen, so dass der Übergang zur Astrofotografie fließend ist. Verwandte fotografische Genres sind die Astro- und die Landschaftsfotografie, in denen ähnliche Arbeitstechniken und Bildgestaltungen verwendet werden.

## Kennzeichen
In Nachtfotografien treten bedingt durch die relativ langen Belichtungen (einige Sekunden bis Minuten) fotografische Effekte wie der Schwarzschildeffekt (in der analogen Fotografie) oder vermehrtes Rauschen (in der digitalen Fotografie) in Erscheinung (siehe Abschnitt Erläuterung einzelner Effekte).
Voraussetzung für Nachtfotografie ist ein sicherer Stand der Kamera, hier bietet sich die Nutzung eines Stativs an. Lichtstarke Wechselobjektive helfen bei der Bildgestaltung, da sie ein vergleichsweise helles Sucherbild ermöglichen. Hochempfindliche Filme können eingesetzt werden, um den Schwarzschildeffekt zu reduzieren, häufig wird jedoch mehr Wert auf die bessere Schärfe, geringere Körnigkeit und kräftigere Farbwiedergabe normalempfindlicher Filme gelegt. Eine besonders attraktive Zeit für Nachtfotografien ist die sogenannte blaue Stunde, also die Dämmerung.
Aus technischer Sicht sind auch die meisten Fotografien von Sonnenuntergängen zu den Nachtaufnahmen zu zählen. Verglichen mit anderen fotografischen Genres, kennzeichnen Nachtaufnahmen folgende mögliche Merkmale:
- wenig Licht (z. B. während der so genannten blauen Stunde),
- Kunstlicht mit unsicherer Bestimmung der Farbtemperatur,
- Verwendung aufwendigerer Technik als sonst üblich.

Die Available-Light-Fotografie ist im Gegensatz zu Nachtaufnahmen nicht an Tageszeiten gebunden. In der Available-light-Fotografie werden vergleichsweise kurze Belichtungszeiten verwendet. Ihr gestalterisches Ziel ist das Einfangen der Lichtstimmung vor Ort auch tagsüber z. B. in geschlossenen Räumen, ohne Zuhilfenahme zusätzlicher Lichtquellen wie Blitzlicht.

## Besonderheiten
Bei Nachtaufnahmen sind einige Besonderheiten zu beachten, die sonst nicht oder weniger intensiv auftreten:
- Filmkorn bzw. Bildrauschen
- Lichthof
- Schwarzschildeffekt

Gerade bei Nachtaufnahmen erreicht man oft enttäuschende Ergebnisse, weil das fertige Bild nicht die Stimmung wiedergibt, die man selbst erlebt hat. Dies betrifft insbesondere Farbtemperatur und Filmkorn bzw. Rauschen sowie Bildunschärfen wegen der sehr langen Belichtungszeiten und großen Blendenöffnungen.

### Filmempfindlichkeit
Dabei ist es unerheblich, ob man analog oder digital fotografiert: Es gibt sowohl hochempfindliche Filme als auch ebenso lichtempfindliche Digitalsensoren (handelsüblich derzeit bis ISO 3200/36° ohne Push-Entwicklung). Im Gegensatz zur Available-Light-Fotografie wird man für Nachtaufnahmen meist jedoch aufgrund der höheren Farbsättigung und des geringeren Korns niedrigempfindliche Filme einsetzen; dabei muss allerdings der Schwarzschildeffekt in der Belichtungszeit kompensiert werden.

### Farbwiedergabe
Wegen der individuellen Fähigkeit der menschlichen Wahrnehmung zur chromatischen Adaption können Menschen die exakte Farbtemperatur einer Lichtquelle nicht objektiv beurteilen; die subjektiv wahrgenommene Farbstimmung weicht darüber hinaus auch von der Sensibilisierung der fotografischen Emulsion bzw. vom automatischen Weißabgleich der Kamera ab, da diese auf standardisierte „Normalbedingungen“ eingestellt sind; bei Nachtaufnahmen kommt in der Praxis häufig noch als zusätzliche Problematik das Mischlicht aus Lichtquellen unterschiedlicher Farbtemperatur hinzu.
Objektivieren kann man diese Effekte nur mit Hilfe eines fotometrischen Belichtungsmessers, wobei allerdings für exakte Messungen eine Lichtintensität von mindestens 10 Lux erforderlich ist (entspricht etwa einer 60-Watt-Glühbirne auf 1,5 Meter Entfernung in einem abgedunkelten Raum). Gerade unter den Bedingungen einer Nachtaufnahme wird es also für den Fotoamateur schwierig, die Lichtsituation objektiv zu bestimmen, und Faustregeln gibt es nicht. Mit ein wenig Erfahrung und einer Farbtemperaturtabelle lassen sich jedoch die Wirkungen von Kunstlicht auf fotografische Emulsionen oder digitale Sensoren recht gut abschätzen.

### Körnung und Rauschen
Die grobe Körnung eines fotografischen Films wird von manchen Fotografen gerne in Kauf genommen und als Effekt bewusst eingesetzt; legt man jedoch Wert auf eine feine Körnung und hohe Kantenschärfe, sollten Filme mit Empfindlichkeiten über ISO 200/24° unbedingt vermieden werden. Eine höhere Präzision der Belichtung erzielt man mit Diafilmen, während Negativfilme einen höheren Belichtungsspielraum bieten. Spezialfilme wie z. B. „Kodak Professional Ektapress Film PJ800“ können bis 6400 ASA belichtet werden und haben dabei eine noch akzeptable Körnung, die mit herkömmlichen 400-ASA-Filmen vergleichbar ist. Allerdings sind solche Filme und deren Entwicklung sehr teuer.
In der Digitalfotografie weisen nahezu alle aktuellen Kameramodelle ein Dunkelrauschen auf, das teilweise durch Algorithmen der Kameraelektronik kompensiert – oder auch verschlimmert – wird. Zu den besten Ergebnissen gelangt man durch Einstellen der Grundempfindlichkeit (meist um 100 ASA) in Verbindung mit dem jeweiligen Rohdatenformat der Kamera.
Das Rohdatenbild lässt sich dann bei der Bildbearbeitung mit speziellen Hilfsprogrammen wie Noise Ninja oder Neatimage gezielt entrauschen und beispielsweise mit Photokit Sharpener oder FocalBlade nachschärfen.
Während langer Belichtungszeiten treten bei Digitalkameras vermehrt dauerleuchtende "Hotpixel" auf. Durch Anwenden der Dunkelbild-Subtraktion (Dark Frame Subtraction) lassen sie sich entfernen. Die Kamera fertigt dabei nach der eigentlichen Belichtung eine weitere Aufnahme bei geschlossenem Verschluss und mit identischer Dauer an. Die dabei aus dem dunklen Bild hervorstechenden Hotpixel werden anschließend aus dem ersten Bild herausgerechnet.

## Erläuterung einzelner Effekte
Die folgenden Bilder wurden mit verschiedenen Aufnahmetechniken angefertigt und zeigen einige der vorher beschriebenen Effekte:

### Unschärfe
Aufnahmetechnik:
- EXA Rheinmetall
- 2,8/50 Festbrennweite
- KodaChrome 25
- ƒ=5,6 / ca. 2 s

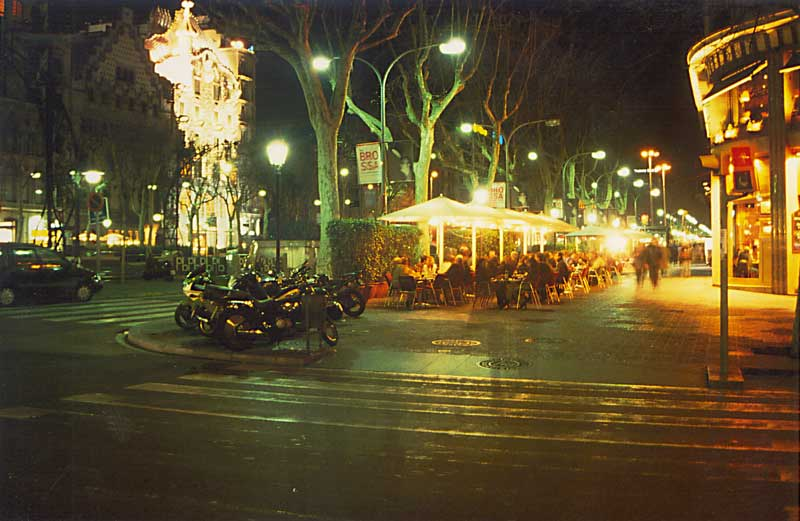
Passeig de Gracia in der Innenstadt von Barcelona

Obwohl die Kamera an eine Laterne gedrückt wurde, ist das Bild insgesamt unscharf, bei den Menschen erscheint unvermeidlich Bewegungsunschärfe.

### Farbtemperatur
Aufnahmetechnik:
- Canon EOS 50 E
- 1,8/50 Festbrennweite
- Kodak Gold 100
- ƒ=2,0 / 1⁄15 s

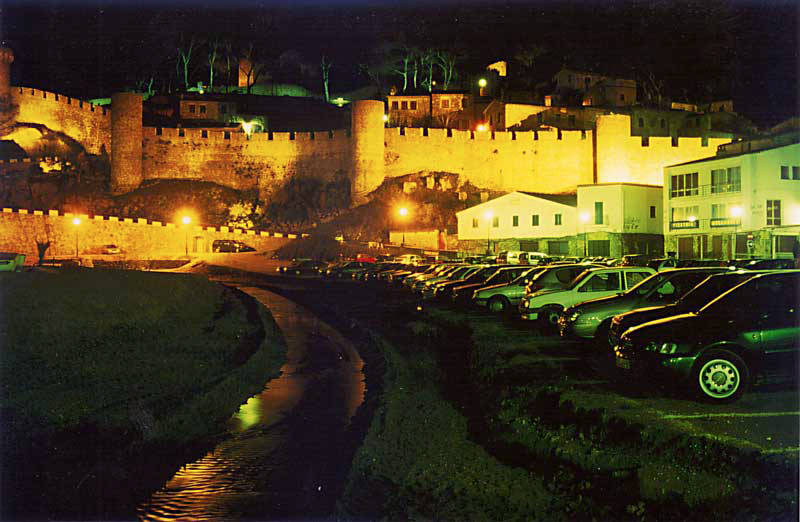
Tossa de Mar an der spanischen Costa Brava

Der Farbstich fällt besonders im rechten Bildteil auf. Das gesamte Bild wirkt wesentlich wärmer, als es ursprünglich der Fall war. Die Beleuchtung der Burg erfolgt mit wärmeren Lampen als die Straßenbeleuchtung. Die Lampen wirken zwar wärmer, als sie in der Aufnahmesituation wahrgenommen wurden, dies wird aber im fertigen Bild meist als angenehm empfunden.

### Lichthof
Aufnahmetechnik:
- Canon G5
- ƒ=8 / 1 s

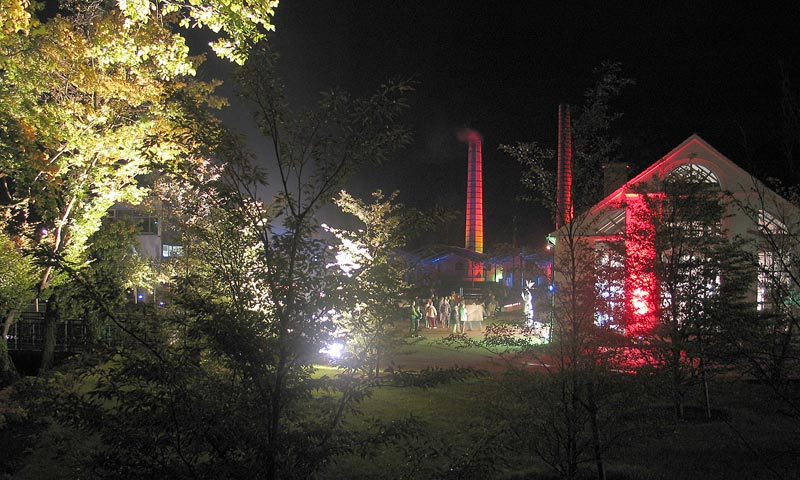
Lichterträume im Familiengarten Eberswalde

Den Lichthof kann man bei allen im Bild sichtbaren Lichtquellen beobachten, besonders in der unteren Bildmitte und rechts beim roten Licht. Selbst die angestrahlten Blätter links oben überstrahlen.

### Stimmung
Aufnahmetechnik:
- Ricoh RDC-i 500
- ƒ=2,8 / 1⁄15 s

Das Originalbild gibt die (physikalisch) korrekten Farben wieder. Es wirkt etwas kraftlos, das Ergebnis ist nicht unbedingt befriedigend. Durch gezielte Farbkorrekturen am Computer kann die ursprünglich gesehene Stimmung bzw. eine übertriebene, kitschige Postkartenatmosphäre erreicht werden (Bilder 2 und 3).
|  |  |  |

## Aufnahmetechnik
Für Nachtaufnahmen ist sehr preiswerte Fototechnik nur bedingt geeignet. Die Kamera muss ein abschaltbares Blitzgerät und möglichst ein Stativgewinde haben; bei Analogkameras sollte die Filmempfindlichkeit manuell einstellbar sein bzw. bei Digitalkameras eine manuelle Empfindlichkeitswahl möglich sein.
Als Notlösung kann man bei preiswerten Kameras den Blitz abdecken und darauf hoffen, dass die Kameraelektronik den Rest macht. Empfehlenswert ist der Belichtungsmodus manuell sowie manuelle Entfernungseinstellung, da einige Autofokus-Systeme in lichtschwacher Umgebung oft Probleme bereiten.
Lichtstarke Wechselobjektive unterstützen die Arbeit, da sie die manuelle Fokussierung vereinfachen, sie sind aber nicht zwingend erforderlich. Kameras oder Objektive mit Bildstabilisator erlauben in gewissen Grenzen auch Nachtaufnahmen ohne Stativverwendung.